# Nodaviridae
Nodaviridae és una família de virus del tipus virus d'ARN monocatenari +. El seu genoma és linear i el virus està sense embolcallar.